# Tulostoma delbustoi
Tulostoma delbustoi es una especie de hongo del género Tulostoma, de la familia Agaricaceae, orden Agaricales. Fue descrita por J.E. Wright.

## Distribución
Se distribuye por el continente americano.